# Římské martyrologium
Martyrologium Romanum (Římské martyrologium) je oficiální seznam světců uznávaných římskokatolickou církví. Zatímco liturgický kalendář obsahuje jen světce, které daná církevní instituce liturgicky slaví, martyrologium pro každý den vyjmenovává všechny církví uznávané světce, kteří v daný den zemřeli, a připomíná tak i světce méně známé a významné.
Za nejstarší martyrologium je považováno Breviarium Syriacum z roku 411, které vzniklo jako překlad nezachované řecké předlohy. K dalším patří v Itálii vzniklé Martyrologium Hieronymianum z poloviny 5. století (mylně připisováno sv. Jeronýmu). S dalšími martyrologii se rozšiřoval počet světců, takže na každý den jich je uvedeno více. Oficiální římské martyrologium bylo vydáno až po Tridentském koncilu papežem Řehořem XIII. roku 1584 (vzniklo přepracováním Usuardova martyrologia).
Martyrologium Romanum z roku 2001 uvádí 6 538 jmen světců, blahoslavených, mučedníků a andělů.